# Північнобісмаркська плита

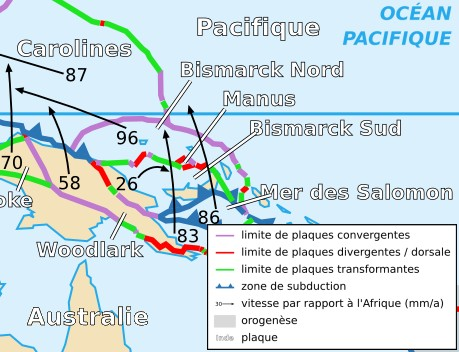
Мапа розташування Північнобісмарської плити (Plaque de Bismarck Nord)

Північнобісмаркська плита — тектонічна мікроплита, Має площу 0,00956 стерадіан. Зазвичай асоціюється з Тихоокеанською плитою.
Є підмурівком частини архіпелагу Бісмарка (Адміралтейства острови, Муссау і Нова Ірландія), північний схід Соломонового моря, північна частина моря Бісмарка і дуже невелика частина Тихого океану.
На півночі межує з Тихоокеанською і Каролінською плитами. Західна частина субдукцує під плиту Вудларк, відокремлена від Південнобісмаркської плити дивергентною границею. Межує також з плитою Соломонового моря й плитою Манус.